# Mitchell Beazley
Mitchell Beazley Publishers Limited ist ein britischer Buchverlag, der sich vor allem auf Atlanten, Nachschlagewerke, Naturbücher, Kochbücher, Gartenbücher und Weinbücher spezialisiert ist.

## Geschichte
Im Juli 1969 gründeten James Alexander Hugh Mitchell (* 20. Juli 1939 in Epping, England) und John Beazley in London die Firma Mitchell Beazley. Finanziert wurden sie vom Verlag George Philip. Auf der Frankfurter Buchmesse des Jahres 1969 präsentierten sie sich erstmals mit dem von Patrick Moore verfassten Moonflight Atlas. Erste Titel, die im Jahre 1970 verlegt wurden, waren The Mitchell Beazley Atlas of the Universe von Patrick Moore und Golden Sovereigns von Nicolas Bentley. 1976 entstand ein Joint-Venture-Projekt mit dem niederländischen Verlag International Visual Resource, bei dem die zehnbändige Enzyklopädie The Joy of Knowledge (deutsch: Neue Enzyklopädie des Wissens) veröffentlicht wurde. Im selben Jahr verstarb Mitchells Kompagnon John Beazley im Alter von 44 Jahren an Krebs. Erfolgreiche Bücher, die bei Mitchell Beazley verlegt wurden, waren The Joy of Sex (deutsch: Freude am Sex) von Alex Comfort und das Pocket Wine Book (deutsch: Der kleine Johnson) des Weinexperten Hugh Johnson. Johnsons erster Weinführer wurde 1977 veröffentlicht und erscheint seit dem jedes Jahr. Im Mai 1987 wurde Mitchell Beazley an die Verlagsgruppe Octopus Publishing Group verkauft.